# Verdal
La verdal o llei de Cadaqués és una varietat d'olivera.
L'arbre de la varietat verdal és vigorós amb tendència a la verticalitat.
Els fruits són de mida gran, de forma ovoïdal i lleugerament asimètrics. El color en maduració és violeta amb lenticel·les visibles a la pell del fruit. Forma de l'àpex arrodonit i cavitat peduncular àmplia.

## Característiques agronòmiques
Aquesta és una varietat que actualment només es conrea en els municipis de Cadaqués i el Port de la Selva.
La maduració és molt primerenca: de l'última setmana d'octubre a mitjan novembre.

## Usos
Principalment la producció d'oli, que és molt apreciat. És una varietat que produeix olis fins d'alta qualitat. El rendiment és del 23-25%, considerat de nivell alt.
L'oli produït per les oliveres de la varietat verdal són Denominació d'Origen Protegida Oli de l'Empordà.